# Dollaro di Nevis
Il dollaro è stata la valuta di Nevis fino al 1830. Era costituita da monete coloniali francesi e spagnole contromarcate. Il dollaro era suddiviso in 72 black dogs, ognuno dei quali valeva 1½ pence. Nel 1801 circa furono emesse monete da 1, 4, 6, 7 e 9 black dogs con stampate la parola "Nevis" e la denominazione. Le monete da 1 black dog furono ottenute contromarcando le monete da 2 sous della Guyana francese, mentre quelle da 9 black dogs vennero prodotte dalle monete coloniali spagnole da 1 real. Nel 1830 la sterlina divenne la valuta ufficiale dell'isola.
Dopo il 1935 i dollari hanno circolato ancora a Nevis, prima come dollari delle Indie occidentali britanniche, poi come dollari dei Caraibi orientali.